# Valderrobres
Valderrobres – gmina w Hiszpanii, w prowincji Teruel, w Aragonii, o powierzchni 124,04 km². W 2011 roku gmina liczyła 2335 mieszkańców.